# Уставни реформски акт 2005.
Уставни реформски акт 2005. (енгл. The Constitutional Reform Act 2005) јесте закон који је усвојио Парламент Уједињеног Краљевства којим је извршена темељна реформа судства Енглеске и Велса и укидање судске власти Дома лордова.

## Историјат
Вијековима је Дом лордова, поред своје законодавне власти, вршио и судску власт. Имао је улогу врховног суда за Уједињено Краљевство, а његове судије су били доживотни перови и називали су се правни лордови (енгл. Law Lords). На челу Дома лордова, и као законодавног и као судског дома, налазио се лорд канцелар који је уједно био и чинилац извршне власти тј. члан Кабинета.
Чињеница да је лорд канцелар био истовремено највиши судија Енглеске и Велса, својеврсни министар правде Уједињеног Краљевства и предсједавајући Дома лордова била је у супротности са начелом подјеле власти. Лабуристичка влада Тонија Блера је одлучила да дотад специфичну функцију лорда канцелара претвори у уобичајену министарску функцију. Влада се одлучила и за стварање засебног Врховног суда Уједињеног Краљевства који би преузео функцију правних лордова, као и за стварање функције лорда спикера који би постао нови предсједавајући Дома лордова.
Први законски предлог, од 24. фебруара 2004, предвиђао је сљедеће: потпуно укидање функције лорда канцелара, формирање Врховног суда, премјештање правних лордова у Врховни суд, пренос судске власти Дома лордова на Врховни суд, пренос овлашћења Судског комитета Државног савјета на Врховни суд, пренос судских овлашћења лорда канцелара на лорда главног судију и стварање функције лорда спикера и његово преузимање законодавних овлашћења лорда канцелара.
Усвајањем амандмана у Дому лордова само су учињене симболичне измјене у односу на првобитни предлог. Очувана је функција лорда канцелара као државног секретара за правду, али без некадашњих судских и законодавних овлашћења. По први пут се могао бирати и из реда Дома комуна. Остао је и даље чувар Великог печата. Све остало првобитно предложено је и коначно усвојено у Дому лордова и Дому комуна, дана 21. марта 2005, а закон је одобрен краљевском санкцијом 24. марта.

## Уставна реформа
Уставни реформски акт 2005. у основи се састоји из три групе одредби које се односе на: нову функцију лорда канцелара, формирање Врховног суда и нови поступак именовања судија.
Законом је лорд канцелар, дотадашњи значајан чинилац законодавне, извршне и судске власти, претворен само у уобичајену министарску функцију. Постао је државни секретар за правду. Правосудна функција највишег судије Енглеске и Велса је прешла на лорда главног судију (енгл. Lord Chief Justice), а законодавна функција предсједавања Домом лордова на нову функцију лорда спикера (енгл. Lord Speaker).
Законом је формиран Врховни суд Уједињеног Краљевства који је преузео дотадашњу судску власт Дома лордова и одређене надлежности Судског комитета Државног савјета. Прве судије Врховног суда су били правни лордови. Будуће судије именује монарх на предлог премијера, а по препоруци поткомисије (енгл. selection commission) при Комисији за судска именовања, и за њих није прописано да истовремено буду именовани и за доживотне перове. Они носе титуле „судије Врховног суда“ (енгл. Justices of the Supreme Court). Први предсједник Врховног суда је постао дотадашњи виши правни лорд.
Законом је формирана Комисија за судска именовања (енгл. Judicial Appointments Commission) која, преко лорда канцелара, предлаже монарху кандидате за судије. Непосредно је надлежна за предлагање кандидата за судије Високог суда док се предлагање кандидата за више судије врши путем поткомисија (енгл. selection panels) које сазива Комисија.